# Hilde Purwin
Hildegard Purwin nata Burkhardt, passata anche alla storia come Frau Felizitas Beetz (Obernissa, 16 settembre 1919 – Bonn, 29 marzo 2010) è stata un'agente segreta e giornalista tedesca, segretaria del capo del servizio segreto tedesco in Italia, tenente colonnello Wilhelm Höttl (1915-1999).
Fu impegnata in prima persona, e con un ruolo determinante, nel salvataggio e nel recupero dei diari di Galeazzo Ciano.

## Biografia
Quando l'ex Ministro degli Esteri italiano Galeazzo Ciano, dopo il 25 luglio 1943 fuggì in Germania con la compiacenza del tenente colonnello Höttl che gli fornì i mezzi fu alloggiato a Oberottmarshausen. Qui fu posto sotto sorveglianza e Höttl si avvalse dell'aiuto della Burkhardt , che era la sua interprete e assistente in Italia e pertanto parlava un fluente italiano, essendosi laureata in lingua italiana a Lipsia. In questo periodo è probabile che nascesse, almeno da parte della Burkhardt, un sentimento di affetto nei confronti di Ciano.

### I diari di Ciano
Nel corso dei colloqui tenuti con i tedeschi, Ciano si rese conto dell'interesse che questi mostravano per i suoi diari; pertanto cominciò a valutare la possibilità di barattarli in cambio del trasferimento in un paese neutrale. Nei diari il ministro degli esteri Joachim von Ribbentrop era duramente criticato e si ritenne che recuperarli avrebbe potuto metterlo in difficoltà davanti a Hitler.
La questione interessò Höttl che ne informò il suo diretto superiore Ernst Kaltenbrunner, comandante in capo del Reichssicherheitshauptamt, responsabile delle operazioni dei servizi segreti in Germania e all'estero.
Kaltenbrunner si dimostrò interessato al recupero dei diari ma pose come condizione di entrarne in possesso prima di permettere a Ciano di espatriare in un paese neutrale. Non fidandosi, Ciano richiese di poter rientrare in Italia non conoscendo la situazione che si era venuta a creare nel frattempo. La Burkhardt ricevette, all'età di 24 anni, l'incarico di tentare di farsi consegnare, da Galeazzo Ciano, i diari che questi aveva compilato a partire dal 1º gennaio 1939 o perlomeno di evitare che cadessero nelle mani degli anglo-americani.

### "L'Operazione Conte"

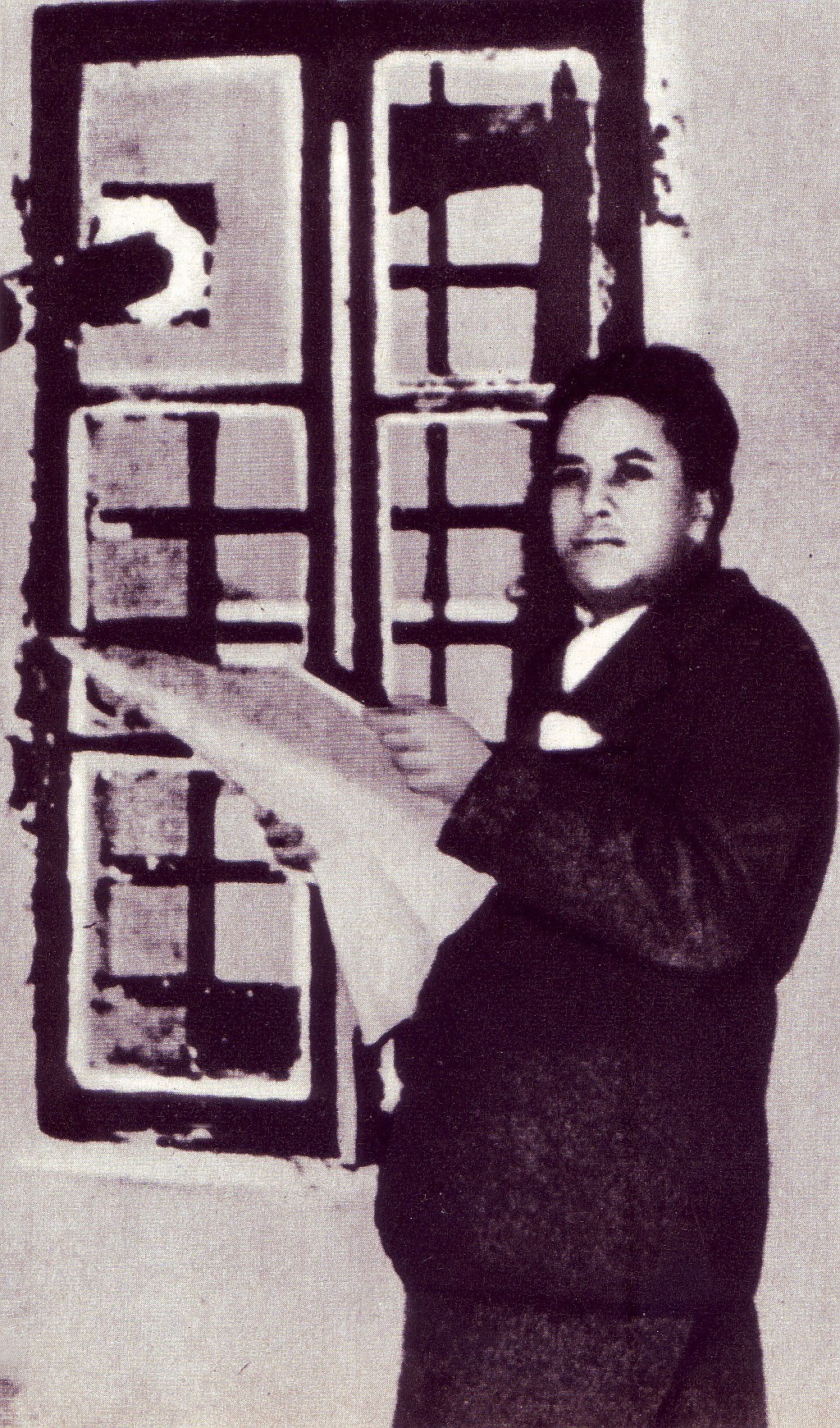
Galeazzo Ciano nel carcere degli Scalzi

Il 17 ottobre 1943, quando Ciano fu trasferito in Italia dai tedeschi. Hildegard Burkhardt che in Italia divenne nota come "Frau Beetz" fu imbarcata sul medesimo aereo e per raggiungere il suo scopo, la Beetz frequentò assiduamente la cella numero 27 del carcere degli Scalzi,
in cui era rinchiuso Galeazzo Ciano. Quest'ultimo era stato incarcerato con l'accusa di essere tra i componenti del Gran Consiglio del Fascismo che il 25 luglio 1943 firmatari dell'ordine del giorno Grandi che aveva determinato la caduta del regime fascista.
Giunta in Italia contattò la moglie di Ciano, Edda, e invece di impegnarsi a trovare i suoi diari, cercò di salvarlo.
La Burkhardt ormai nota come "Frau Beetz" partecipò a tutte le udienze del processo di Verona, ritornando ogni sera al Carcere degli Scalzi, dove aveva libero accesso, per rincuorare Galeazzo. È ricordata da Vincenzo Cersosimo, giudice istruttore al processo, che recatosi agli Scalzi il 14 dicembre fu ostacolato dai militari tedeschi quando volle raccogliere la testimonianza di Ciano. Questione che fu poi risolta quando le proteste di Cersosimo, tramite "Frau Felizitas Beetz", arrivarono al comando SS di Verona.
Nel frattempo, tessendo il piano che avrebbe potuto portare alla liberazione di Ciano in cambio dei diari, verso la fine di dicembre fu stabilito un piano che vedeva coinvolti Höttl e Kaltenbrunner e che prevedeva un'azione di forza tedesca per liberare Ciano e acquisire i diari. Frau Beetz lo propose il 28 dicembre al generale Harster, circostanza confermata anni dopo dallo stesso Harster allo storico Duilio Susmel. Il giorno dopo il piano ottenne l'assenso di Kaltenbrunner e di Heinrich Himmler tramite telegramma. Raccontò Harster che dopo aver ricevuto il telegramma ricevette una lunga telefonata da Himmler che perfezionò il piano. Innanzitutto era importante che l'operazione si svolgesse mantenendo Hitler all'oscuro di tutto e per rendere il tutto più efficace furono inviati a Verona due membri delle Schutzstaffel di Himmler; questi avrebbero dovuto, previo accordo con le due guardie del carcere che stazionavano davanti alla cella di Ciano, travestirsi da miliziani fascisti, fingere di sopraffarle per poi prendere in consegna Ciano e portarlo in Turchia attraverso l'Ungheria. Giunto in Turchia, Edda avrebbe dovuto consegnare i diari. Il 1º gennaio 1944 Kaltenbrunner pose una nuova condizione, chiedendo di entrare in possesso di almeno una parte dei diari prima di procedere con l'operazione. Ciano e la moglie accettarono la nuova condizione e stabilirono il luogo dell'appuntamento per la consegna lungo la statale per Verona. Così giunsero dalla Germania le due SS da impiegare nel colpo di mano e l'operazione fu fissata per la notte tra il 7 e l'8 gennaio 1944. L'azione fu denominata "Operazione Conte".
Edda Ciano il 4 gennaio 1944 aveva provveduto a recuperarli a Roma tramite il conte Emilio Pucci e la stessa Frau Beetz e il 6 gennaio Edda ne consegnò una parte, ovvero due agende, con l'impegno a consegnare il resto il giorno dopo. Il giorno seguente, Edda attese lungo la statale diverse ore con il plico contenente i diari, ma i tedeschi non si presentarono all'appuntamento e l'8 gennaio Edda e Frau Beetz si recarono al Comando tedesco dove fu loro comunicato che gli alti Comandi avevano sospeso l'operazione. Si scoprì più tardi che Hitler, venuto a conoscenza dell'operazione, informato da Joachim von Ribbentrop e Joseph Goebbels, aveva bloccato tutto.
Il giorno dopo Galeazzo Ciano fu informato da Frau Beetz del naufragio del piano e a lei quindi consegnò l'ultimo saluto alla moglie.
Frau Beetz rimase vicina a Ciano fino all'ultimo momento, fin quando questi fu trasferito al Poligono di Porta Catena per l'esecuzione e, dopo la fucilazione, fu Frau Beetz a consegnare gli ultimi oggetti di Ciano alla madre, Carolina, ricoverata, perché ammalata di cuore, nella casa di salute La Quiete di Varese.
In occasione di quell'incontro, Frau Beetz confidò a Carolina Ciano: "Io ho amato Galeazzo, contessa. E lo amo ancora. È stato il grande amore della mia vita".
Sembra che Edda Mussolini avesse visto in lei, più che una rivale, un'alleata. Questa circostanza appare confermata anche nelle sue memorie, in quanto la Burkhardt, insieme con il conte Emilio Pucci, aiutò Edda a fuggire con i bambini in Svizzera,. Edda, prima di partire per la Svizzera, suddivise i diari in tre parti: una parte la portò con sé, una parte fu consegnata a un amico e una terza parte la lasciò alla Burkhardt. Il tenente delle SS Walter Segna scoprì l'amico e falsificando la firma di Edda riuscì a farseli consegnare per spedirli in Germania. Mentre questi si trovavano a Como, la Burkhardt riuscì a intercettarli e a farne una copia. Gli originali spediti in Germania andarono distrutti nel corso della Battaglia di Berlino.

### Il dopoguerra
Dopo la guerra, Hildegard Beetz ritornò in Germania. Dopo aver divorziato dal primo marito, Gerhard Beetz, contrasse un successivo matrimonio con Carl-Heinz Purwin, dal quale ebbe un figlio, Ulrich. Lo storico Duilio Susmel nel 1969 la rintracciò e sul settimanale Gente scrisse "Sono io la spia che voleva salvare Ciano. " Nel 1996 lo storico Renzo Santinon la ritrovò e la intervistò per il settimanale Gente.
In Germania, intraprese una brillante carriera di giornalista sotto il suo nome ufficiale Hilde Purwin; fu, tra l'altro, corrispondente del Neue Ruhr Zeitung dal 1951 fino al 1984. Nel 2007 tutti i documenti relativi al suo ruolo nella seconda guerra mondiale vennero consegnati all'archivio dell'Istituto Storico Germanico di Roma.

## Film
- Il processo di Verona, regia di Carlo Lizzani (1962)
- Io e il duce, regia di Alberto Negrin (1985)
- Edda, regia di Giorgio Capitani (2005)